# Matheus Bidu
Matheus Lima Beltrão Oliveira (São Paulo, 4 de maio de 1999), mais conhecido como Matheus Bidu, é um futebolista brasileiro que atua como lateral-esquerdo. Atualmente, joga pelo Corinthians.

## Carreira

### Guarani
Natural de São Paulo, Matheus Bidu ingressou nas categorias de base do Guarani no ano de 2018, depois de representar as categorias de base dos times da Portuguesa e do Lemense. Em 17 de janeiro de 2019, após impressionar com a equipe sub-20 na Copa São Paulo de Futebol Júnior de 2019, renovou seu contrato com o clube por três anos.
Matheus Bidu fez sua estreia profissional no dia 21 de setembro de 2019, começando como titular em uma vitória em casa por 1 a 0 sobre o Paraná, pela Série B de 2019. Marcou seu primeiro gol na carreira em 2 de fevereiro de 2020, marcando o segundo gol nos últimos minutos em uma vitória em casa por 2 a 1 sobre o Santo André, pelo Campeonato Paulista de 2020.
Em 7 de dezembro de 2022, retornou de empréstimo e se apresentou no clube paulista para o início de pré-temporada.

### Cruzeiro
Em 25 de janeiro de 2022, o Cruzeiro, recém comprado enquanto SAF por Ronaldo, anunciou a contratação de Matheus Bidu, por um contrato de empréstimo até o final da temporada, junto ao Guarani, com direitos econômicos fixados.
Fez sua estreia em 2 de fevereiro de 2022, entrando como substituto em uma derrota em casa por 2 a 0 pro América Mineiro, pelo Campeonato Mineiro de 2022. Fez seu primeiro gol em uma vitória em casa por 2 a 1 sobre o Uberlândia.
Foi as redes novamente em outras duas ocasiões: na vitória sobre a Ponte Preta por 2-0, na 13° Rodada da Série B, e na goleada sobre o Novorizontino, na penúltima rodada da Série B.
Em 30 de setembro, foi campeão do Campeonato Brasileiro - Série B 2022 com o time de minas. Em 30 de novembro, ao final da temporada e final de seu empréstimo, se despediu clube mineiro.

### Corinthians
Em 28 de dezembro de 2022, foi anunciado pelo Corinthians com um contrato até o fim de 2025. O clube paulista pagou entre 1,5 e 2 milhões de reais ao Guarani por 20% dos direitos econômicos do atleta. Em 9 de janeiro de 2023, foi apresentado oficialmente. Fez a sua estreia com a camisa do Corinthians no dia 18 de janeiro, na vitória por 3-0 contra o Água Santa, na Neo Química Arena, pelo Campeonato Paulista 2023. Marcou seu primeiro gol com a camisa do Corinthians no dia 31 de maio de 2023, na vitória por 2-0 contra o Atlético-MG, na Neo Química Arena, pela Copa do Brasil 2023. Em 27 de março de 2025, sagrou-se campeão do Campeonato Paulista 2025 após o empate contra o Palmeiras por 0x0, porém o jogo de ida o Corinthians venceu por 1-0.
Em 5 de agosto de 2025, renovou o seu contrato até o fim de 2027. Suas boas atuações o fizeram chegar a titularidade sob o comando do técnico Dorival Júnior.

## Estatísticas

### Clubes
| Equipe            | Temporada         | Campeonato nacional | Campeonato nacional | Campeonato nacional | Copa nacional[a] | Copa nacional[a] | Copa nacional[a] | Competições continentais[b] | Competições continentais[b] | Competições continentais[b] | Outros torneios[c] | Outros torneios[c] | Outros torneios[c] | Total | Total | Total   |
| Equipe            | Temporada         | Jogos               | Gols                | Assist.             | Jogos            | Gols             | Assist.          | Jogos                       | Gols                        | Assist.                     | Jogos              | Gols               | Assist.            | Jogos | Gols  | Assist. |
| ----------------- | ----------------- | ------------------- | ------------------- | ------------------- | ---------------- | ---------------- | ---------------- | --------------------------- | --------------------------- | --------------------------- | ------------------ | ------------------ | ------------------ | ----- | ----- | ------- |
| Guarani           | 2019              | 4                   | 0                   | 0                   | —                | —                | —                | —                           | —                           | —                           | —                  | —                  | —                  | 4     | 0     | 0       |
| Guarani           | 2020              | 30                  | 3                   | 1                   | —                | —                | —                | —                           | —                           | —                           | 11                 | 1                  | 2                  | 41    | 4     | 3       |
| Guarani           | 2021              | 35                  | 4                   | 5                   | —                | —                | —                | —                           | —                           | —                           | 10                 | 0                  | 0                  | 45    | 4     | 5       |
| Guarani           | Total             | 69                  | 7                   | 6                   | 0                | 0                | 0                | 0                           | 0                           | 0                           | 21                 | 1                  | 2                  | 90    | 8     | 8       |
| Cruzeiro          | 2022              | 27                  | 1                   | 2                   | 5                | 0                | 1                | —                           | —                           | —                           | 6                  | 1                  | 0                  | 38    | 2     | 3       |
| Cruzeiro          | Total             | 27                  | 1                   | 2                   | 5                | 0                | 1                | 0                           | 0                           | 0                           | 6                  | 1                  | 0                  | 38    | 2     | 3       |
| Corinthians       | 2023              | 24                  | 0                   | 0                   | 3                | 1                | 1                | 8                           | 0                           | 0                           | 3                  | 0                  | 0                  | 38    | 1     | 1       |
| Corinthians       | 2024              | 23                  | 2                   | 1                   | 5                | 0                | 1                | 5                           | 0                           | 0                           | 0                  | 0                  | 0                  | 34    | 2     | 3       |
| Corinthians       | 2025              | 11                  | 0                   | 1                   | 2                | 1                | 0                | 5                           | 2                           | 0                           | 10                 | 1                  | 2                  | 28    | 4     | 3       |
| Corinthians       | Total             | 58                  | 2                   | 2                   | 10               | 2                | 2                | 18                          | 2                           | 0                           | 13                 | 1                  | 2                  | 100   | 7     | 7       |
| Total na carreira | Total na carreira | 154                 | 10                  | 10                  | 15               | 2                | 3                | 18                          | 2                           | 0                           | 40                 | 3                  | 4                  | 228   | 17    | 18      |

- a. ^ Jogos da Copa do Brasil
- b. ^ Jogos da Copa Libertadores da América e Copa Sul-Americana
- c. ^ Jogos do Campeonato Paulista e Campeonato Mineiro

## Títulos
Cruzeiro
- Campeonato Brasileiro - Série B: 2022

Corinthians
- Campeonato Paulista: 2025